# Зелёная Роща (Уфа)
Зелёная Ро́ща (баш. Йәшел Сауҡалыҡ) — субрайон в юго-восточной части города Уфы наряду с Черниковкой, Инорсом, Сипайлово, Демой, Затоном и Центром Уфы. Иногда уфимцы называют Зелёную Рощу просто «Зелёнкой».

## История
В XIX в. эти земли частично входили во владения Успенского мужского монастыря, частично принадлежали помещику Новикову. В начале XX в. здесь часто нелегально собирались на маёвки уфимские социал-демократы. После Революции 1917 г. здесь открыли дома отдыха и санаторий «Лутовиново», которые во время Великой Отечественной войны приняли эвакогоспитали.
С начала 1970-х гг. в Зелёной Роще началась активная застройка. Здесь располагаются крупные уфимские предприятия «БЭТО», «Конди» (ныне — «Harry’s»), «Теастан». Кроме того, здесь находятся «Уфимский хлопчатобумажный комбинат», «Трикотажная фабрика», рынки «Кировский», «Кувыкинский», «Менделеевский» и др.

## Достопримечательности
- Мечеть «Ихлас»
- Свято-Сергиевский кафедральный собор
- Дендропарк имени лесовода Георгия Рутто